# Epimedium davidii
Espèce
Taxons de rang inférieur
- Voir le texte

Epimedium davidii est une espèce de plantes à fleurs de la famille des Berberidaceae. C'est une plante herbacée originaire des montagnes de la Chine du Sud (Yunnan, Sichuan). 
Découverte en 1869 dans le Tibet oriental par le père David, elle ne sera cultivée qu’à partir de 1987, soit plus d’un siècle plus tard.

## Étymologie et histoire de la nomenclature
Le nom de genre Epimedium, créé par Carl Linné en 1753, vient du grec ancien ἐπιμήδιον epimêdion, nom d’une plante indéterminée, citée dans Dioscoride IV, 19.  

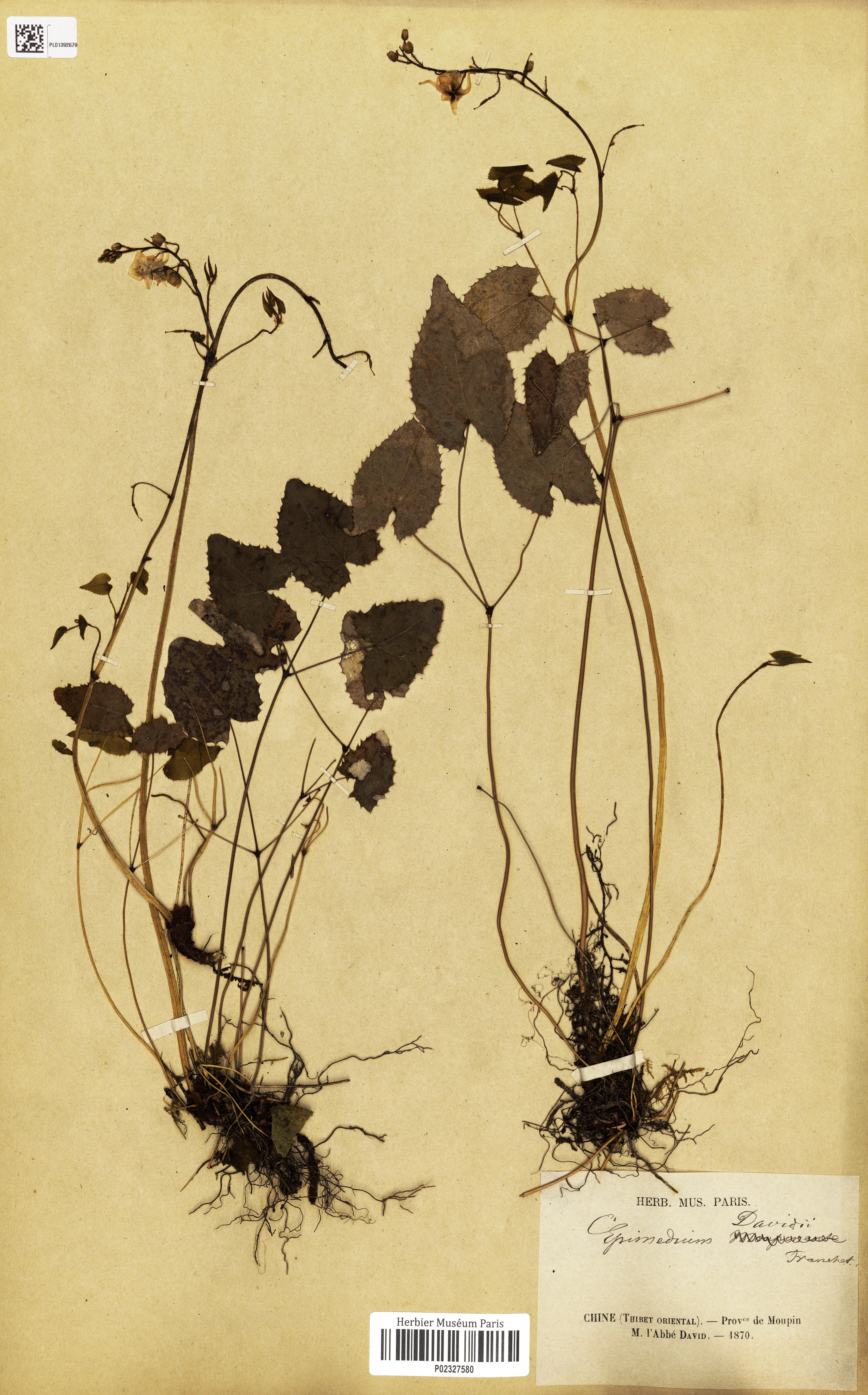
Spécimen d’E. davidii, récolté par le père David à Moupin, en mai 1869, MNHN.

L’épithète spécifique davidii, a été créée par le botaniste Franchet pour honorer le missionnaire botaniste Armand David qui lui envoya des montagnes du Tibet oriental 676 spécimens de plantes très intéressantes, car contenant un grand nombre d’espèces nouvelles ou d’espèces d’extension asiatique et déjà récoltées et décrites par les botanistes spécialistes de l’Asie.
En mai 1869, le père David trouve cette nouvelle espèce dans un bois ombragé à Moupin (actuel district de Baoxing, actuellement dans le Sichuan mais à l’époque dans le Kham).
Au Muséum de Paris, Franchet la décrit dans Plantae Davidianae ex sinarum imperio en 1885, page 122. Il indique « Par sa tige florifère pourvue de deux feuilles, l’E. Davidi doit être placé à côté de l’E. sinense, Siebold (Aceranthus sagittus, Sieb. Zucc.) et de E. pubescens, Maximowicz ; il diffère de l’un et de l’autre par ses fleurs beaucoup plus grandes, par ses pétales pourvus de longs éperons subulés, comme ceux de l’E. macranthum, Morr. et Decne. »

## Synonyme
- Epimedium membranaceum K. Mey

## Description

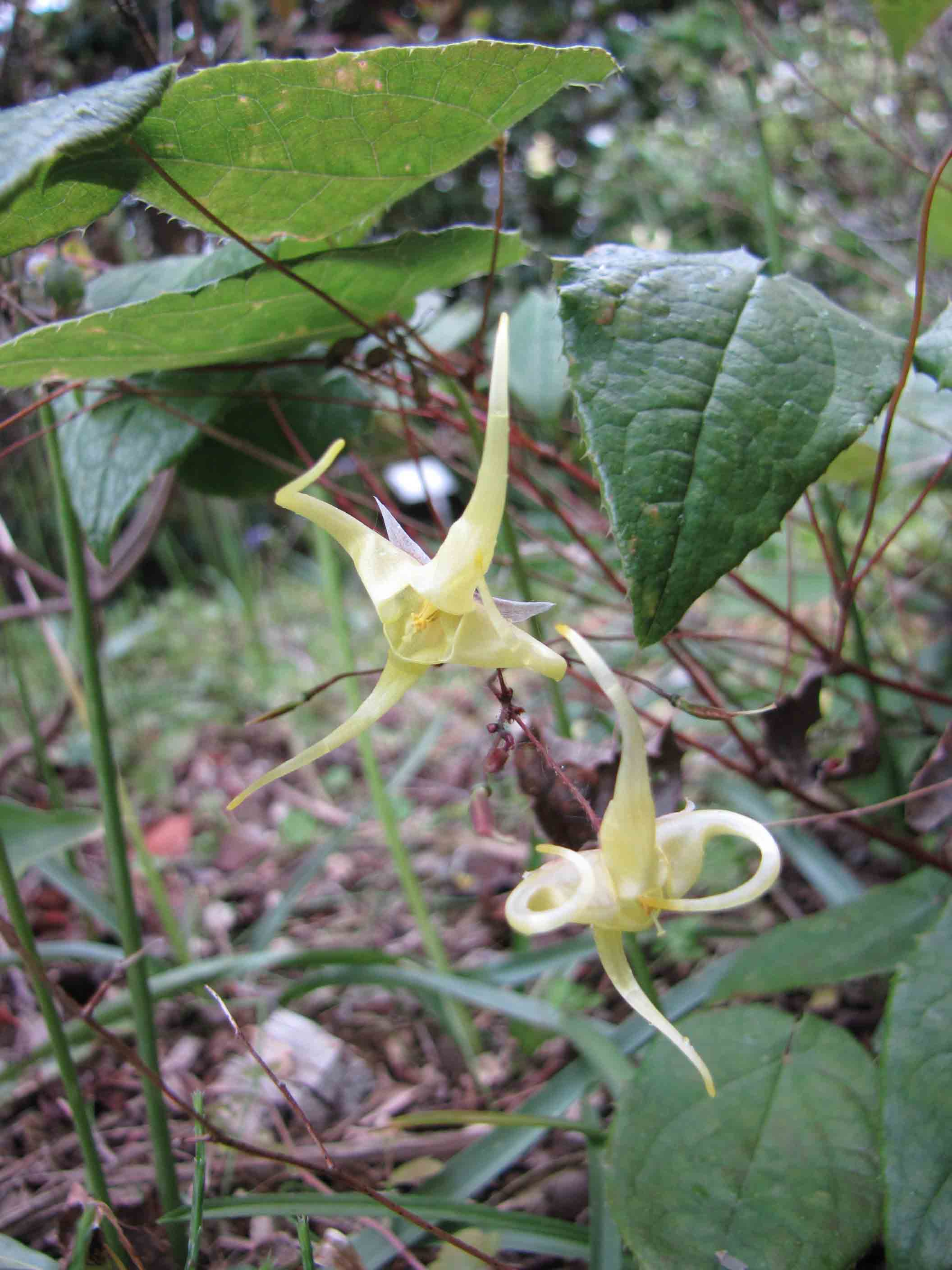
Fleurs dEpimedium davidii : 4 pétales jaunes et leur long éperon subulé.

Epimedium davidii est une espèce de plante herbacée, vivace, de 30–50 cm de hauteur, à gros rhizome rampant.
Les feuilles basales comme caulinaires, sont composées, à (3 ou) 5 folioles, vert foncé, ovales ou largement ovales, de 6–12 cm sur 2–5 cm, coriaces ou papyracées, revers glaucescentes  papilleux, marge spinuleuse dentelée.
La tige fleurie possède deux feuilles opposées trifoliolées et porte une panicule de 6–24 fleurs, de 15–25 cm.
Les fleurs sont jaune pâle, de 2–3 cm de diamètre. Chaque fleur comporte 8 sépales en deux verticilles : 4 sépales externes ovales, 2–4 mm, émoussés, et 4 sépales internes rougeâtre pâle, étroitement ovales, 6-7 × 3-4 mm, apex aigu, et 4 pétales beaucoup plus longs que les sépales internes, portant un éperon subulé, formant une coupe de 7–13 mm de profondeur.
Le fruit est une capsule de 1,5–2 cm.
- Variété : Epimedium davidii var. hunanense.

## Distribution et habitat
Epimedium davidii  est distribué dans les provinces chinoises du Centre-Sud : Yunnan et Sichuan.
Il croît dans les forêts, les fourrés, près des ruisseaux et dans les crevasses, entre 1 400 et 3 000 m d’altitude.

## Horticulture
Cette espèce séduisante avec ses longs pétales jaunes éperonnés dut attendre un siècle avant d’être cultivée.  Elle fut introduite après la visite à Baoxing du Britannique Martyn Rix en 1987.
Elle affectionne les lieux ombragés et frais. Son feuillage est caduc.